# Prix Acfas Léo-Pariseau
Pour un article plus général, voir Acfas.
Le prix Acfas Léo-Pariseau est une distinction québécoise remise par l'Acfas. Le prix souligne actuellement le travail d'une personne travaillant dans le domaine des sciences biologiques ou des sciences de la santé. Il a été créé en 1944 en l'honneur de Léo Pariseau, premier président de l'Acfas. Le prix a précédemment été attribué à des chercheurs œuvrant dans un large éventail de disciplines, avant d'être restreint aux sciences biologiques et de la santé. Le dernier récipient récompensé pour des travaux hors de ces disciplines est le politologue Vincent Lemieux, qui a reçu le prix en 1978. 

## Lauréats et lauréates
- 1944 - Frère Marie-Victorin, botanique, Université de Montréal
- 1945 - Paul-Antoine Giguère, chimie, Université Laval
- 1946 - Marius Barbeau, ethnologie, Université Laval
- 1947 - Jacques Rousseau, botanique et ethnologie, Université de Montréal
- 1948 - Léo Marion, chimie, Université d'Ottawa
- 1949 - Jean Bruchési, histoire et sciences politiques, Université de Montréal
- 1950 - Louis-Charles Simard, pathologie, Université de Montréal
- 1951 - Cyrias Ouellet, chimie, Université Laval
- 1952 - Louis-Paul Dugal, physiologie, Université de Montréal
- 1953 - Guy Frégault, histoire, Université de Montréal
- 1954 - Pierre Demers, physique, Université de Montréal
- 1955 - René Pomerleau, botanique et mycologie, Université Laval
- 1956 - Marcel Rioux, anthropologie, Université de Montréal
- 1957 - non remis
- 1958 - Roger Gaudry, chimie, Université de Montréal
- 1959 - Lionel Daviault, entomologie
- 1960 - Marcel Trudel, histoire, Université Laval
- 1961 - Raymond U. Lemieux, chimie, Université de l'Alberta
- 1962 - Charles Philippe Leblond, histologie, Université McGill
- 1963 - Lionel Groulx, histoire, Université Laval de Montréal
- 1964 - Larkin Kerwin, physique, Université Laval
- 1965 - Pierre Dansereau, écologie, Université du Québec à Montréal
- 1966 - Noël Mailloux, psychologie, Université de Montréal
- 1967 - Albéric Boivin, physique, Université Laval
- 1968 - Léonard-Francis Bélanger, histologie, Université de Montréal
- 1969 - Fernand Dumont, sociologie, Université Laval
- 1970 - Bernard Belleau, biochimie, Bristol-Myers du Canada
- 1971 - Édouard Pagé, biologie, Université de Montréal
- 1972 - Louis-Edmond Hamelin, géographie, Université Laval
- 1973 - Camille Sandorfy, chimie, Université de Montréal
- 1974 - Antoine D'Iorio, biochimie, Université d'Ottawa
- 1975 - Pierre Angers, philosophie, Université de Montréal
- 1976 - Paul Marmet, physique, Université Laval
- 1977 - Jacques de Repentigny, microbiologie et immunologie, Université de Montréal
- 1978 - Vincent Lemieux, sciences politiques, Université Laval
- 1979 - Pierre Deslongchamps, chimie, Université de Sherbrooke
- 1980 - André Barbeau, neurologie, Institut de recherches cliniques de Montréal
- 1981 - Jean-G. Lafontaine, biologie, Université Laval
- 1982 - J.-André Fortin, biologie végétale, Université Laval
- 1983 - Germain Brisson, nutrition, Université Laval
- 1984 - Wladimir A. Smirnoff, microbiologie, Environnement Canada
- 1985 - Louis Legendre, biologie, Université Laval
- 1986 - Marc Cantin, médecine, Université de Montréal
- 1987 - Guy Lemieux, néphrologie, Université de Montréal
- 1988 - Pierre Borgeat, physiologie, Université Laval
- 1989 - Jules Hardy, neurochirurgie, Université de Montréal
- 1990 - Jacques de Champlain, médecine, Université de Montréal
- 1991 - Jacques Leblanc, médecine, Université Laval
- 1992 - Paul Jolicoeur, biologie moléculaire, Institut de recherches cliniques de Montréal
- 1993 - Albert J. Aguayo, neurologie, Université McGill
- 1994 - Emil Skamene, médecine, Université McGill
- 1995 - André Parent, physiologie, Université Laval
- 1996 - Domenico C. Regoli, pharmacologie, Université de Sherbrooke
- 1997 - Rémi Quirion, neurosciences, Université McGill
- 1998 - Serge Rossignol, neurosciences, Université de Montréal
- 1999 - Guy Armand Rouleau, neurologie, Université McGill
- 2000 - Rima Rozen, génétique humaine et pédiatrie, Université McGill
- 2001 - Nabil Seidah, biochimie et médecine moléculaire, Institut de recherches cliniques de Montréal
- 2002 - Graham Bell, biologie, Université McGill
- 2003 - Mona Nemer, pharmacologie, Université de Montréal
- 2004 - Jacques Montplaisir, sciences du sommeil, Université de Montréal
- 2005 - Laurent Descarries, pathologie et biologie cellulaire, Université de Montréal
- 2006 - Michel Bouvier, biochimie, Université de Montréal
- 2007 - André Veillette, immunologie, Université de Montréal
- 2008 - Michael Kramer, pédiatrie, Université McGill
- 2009 - Michel J. Tremblay, biologie médicale, Université Laval
- 2010 - René Roy, chimie médicinale, Université du Québec à Montréal
- 2011 - Claude Perreault, immunologie, Université de Montréal
- 2012 - Julien Doyon, neurosciences, Université de Montréal
- 2013 - Jean-Pierre Julien, neurodégénérescence, Université Laval
- 2014 - Marc-André Sirard, reproduction animale, Université Laval
- 2015 - Guy Sauvageau, immunologie et cancérologie, Université de Montréal[2]
- 2016 - Gustavo Turecki, suicide et neurosciences, Université McGill[1]
- 2017 - Jacques Simard, génétique, Université Laval[3]
- 2018 - Sylvain Moineau, microbiologie, Université Laval[4]
- 2019 - Sylvain Chemtob, néonatalogie et pharmacologie, Université de Montréal[5]
- 2020 - Anne-Marie Mes-Masson, oncologie, Université de Montréal[6]
- 2021 - Sylvie Belleville, neuropsychologie, Université de Montréal[7]
- 2022 - Lucie Germain, génie tissulaire, Université Laval[8]
- 2023 - Alain Brunet[9], psychologie, neurosciences et post-traumatisme, Université McGill
- 2024 - Laurent Mottron[10], autisme, Université de Montréal